# Convolvulus cateniflorus
Convolvulus cateniflorus är en vindeväxtart som först beskrevs av Karl Heinz Rechinger, och fick sitt nu gällande namn av Sa'ad. Convolvulus cateniflorus ingår i släktet vindor, och familjen vindeväxter. Inga underarter finns listade i Catalogue of Life.